# Kloster Semen

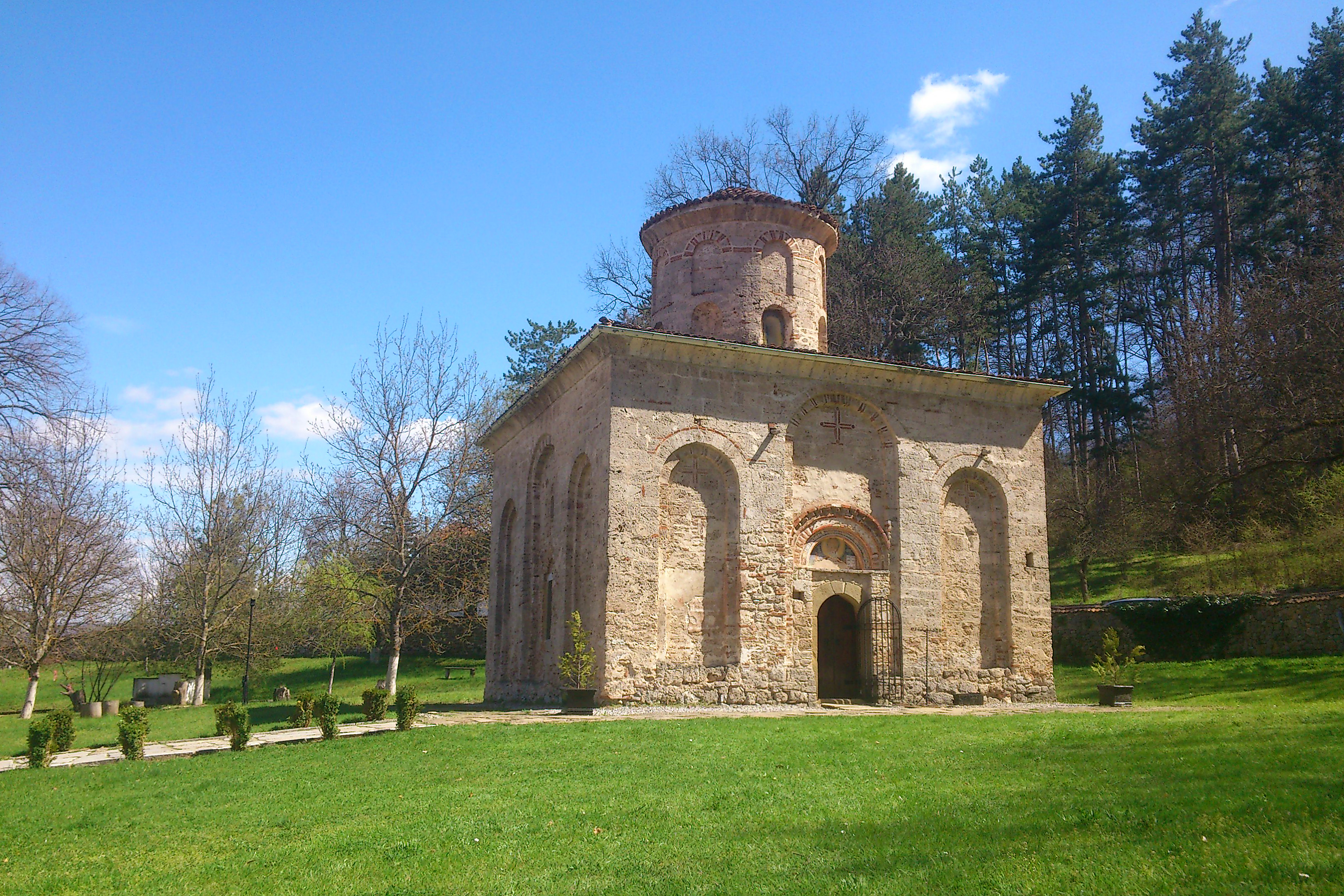
Kloster Semen, Johannes-Kirche

Das Kloster Semen (bulgarisch Земенски манастир, Semenski manastir) entstand im Mittelalter als bulgarisch-orthodoxes Kloster. Es liegt oberhalb der Stadt Semen, Oblast Pernik, etwa 70 Kilometer südwestlich von Sofia.
Von dem im 11. Jahrhundert erbauten Kloster ist noch die Kirche mit reicher Freskenausmalung erhalten. Sie war dem Evangelisten Johannes geweiht und ist heute als Kulturdenkmal ein musealer Raum. Neben der Kirche stehen ein kleiner Glockenturm und ein zweistöckiges, langgestrecktes Wohngebäude aus dem 19. Jahrhundert.

## Johanneskirche

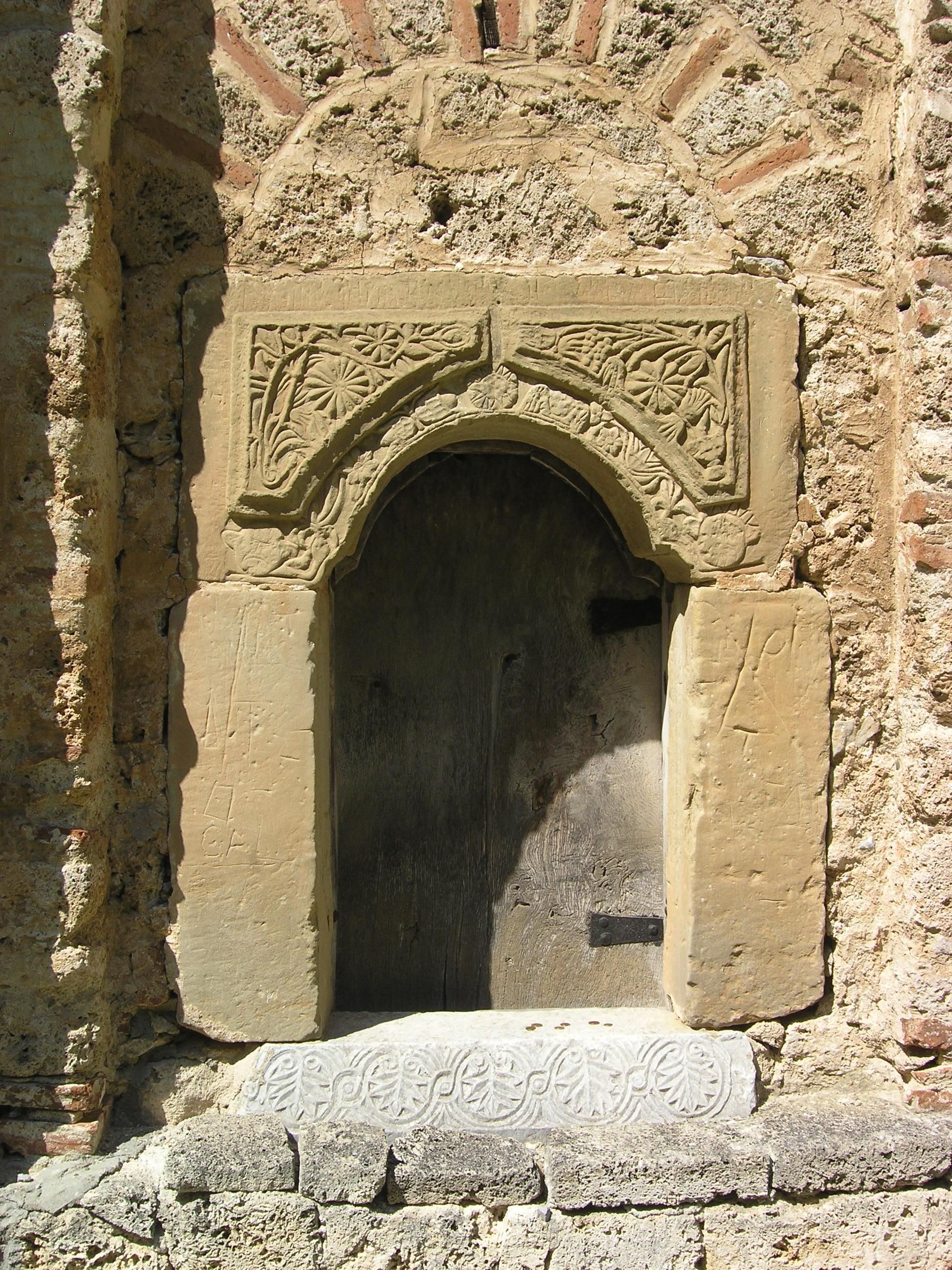
Eingang zum Diakonikon

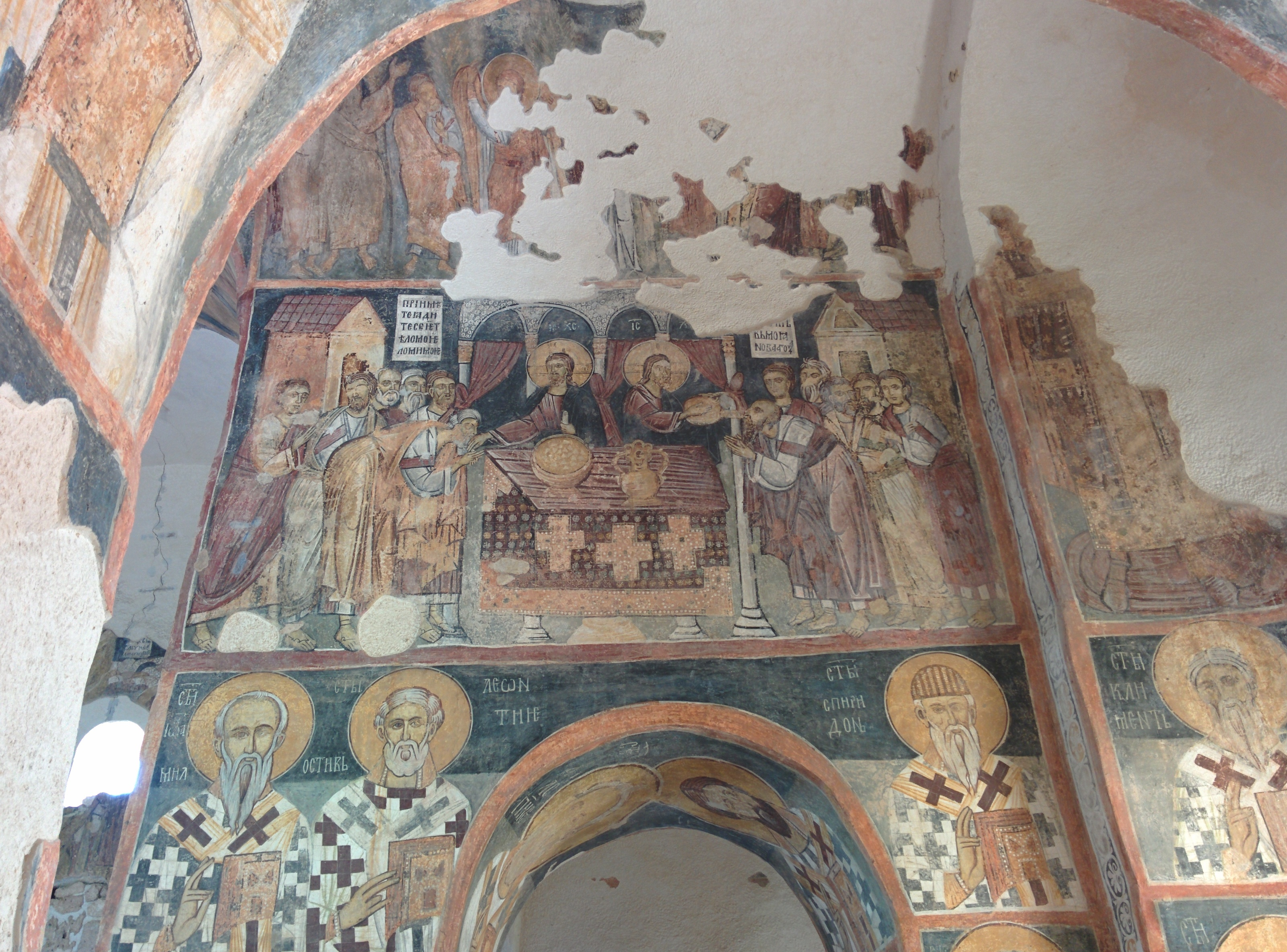
Fresko: Christus-Kommunion

Die Johanneskirche ist eine Kreuzkuppelkirche mit nahezu würfelförmigem Baukörper von 9 Meter Länge, 8 Meter Breite und 11,2 Meter Höhe. Als Baumaterial wurden Travertinquader und Ziegel verwendet. Vier mächtige Pfeiler stützen die Wölbungen und tragen die Rotunde auf der Vierung. Die Ostwand schließt mit drei flach gewölbten Apsiden ab, die übrigen Wände sind außen mit jeweils drei eingetieften Blendarkaden aufgelockert.
Im Tympanon über dem Hauptportal an der Westseite ist ein Fresko des Evangelisten Johannes mit Segensgestus angebracht. An der Südwand bildet ein reliefierter Türsturz den Eingang zum Diakonikon (Sakristei); als Türschwelle wurde eine palmetten-verzierte Marmor-Spolie – vermutlich ein Architrav – verbaut. Die Kirche wird nicht mehr für Gottesdienste genutzt und enthält auch keine Ikonostase mehr.

### Fresken
Auf den Innenwänden sind großflächige Fresken aus zwei Phasen erhalten. Die älteren stammen aus der Bauzeit, dem 11. Jahrhundert. Die jüngeren aus dem 14. Jahrhundert sind besser erhalten und zeigen verschiedene Heilige und biblische Szenen. Eine Besonderheit sind die Porträts von Stiftern, die damit zu sehr frühen Individual-Darstellungen zählen.
Sehr gut erhalten ist eine für die Ostkirche typische Darstellung der Eucharistie: Christus steht als zwei Figuren nebeneinander hinter einem Tisch unter einem Baldachin. Er teilt nach links (vom Beschauer gesehen) das Brot an sechs Jünger aus, nach der rechten Seite reicht er weiteren sechs Jüngern den Wein.
Die Fresken werden der Schule von Tarnowo zugerechnet. Sie gehören neben den Fresken der Kirche von Bojana zu den, nach Qualität und Erhaltungszustand, Besten aus dieser Zeit. Die Kirche ist eine Filiale des Nationalen Historischen Museums.

### Galerie

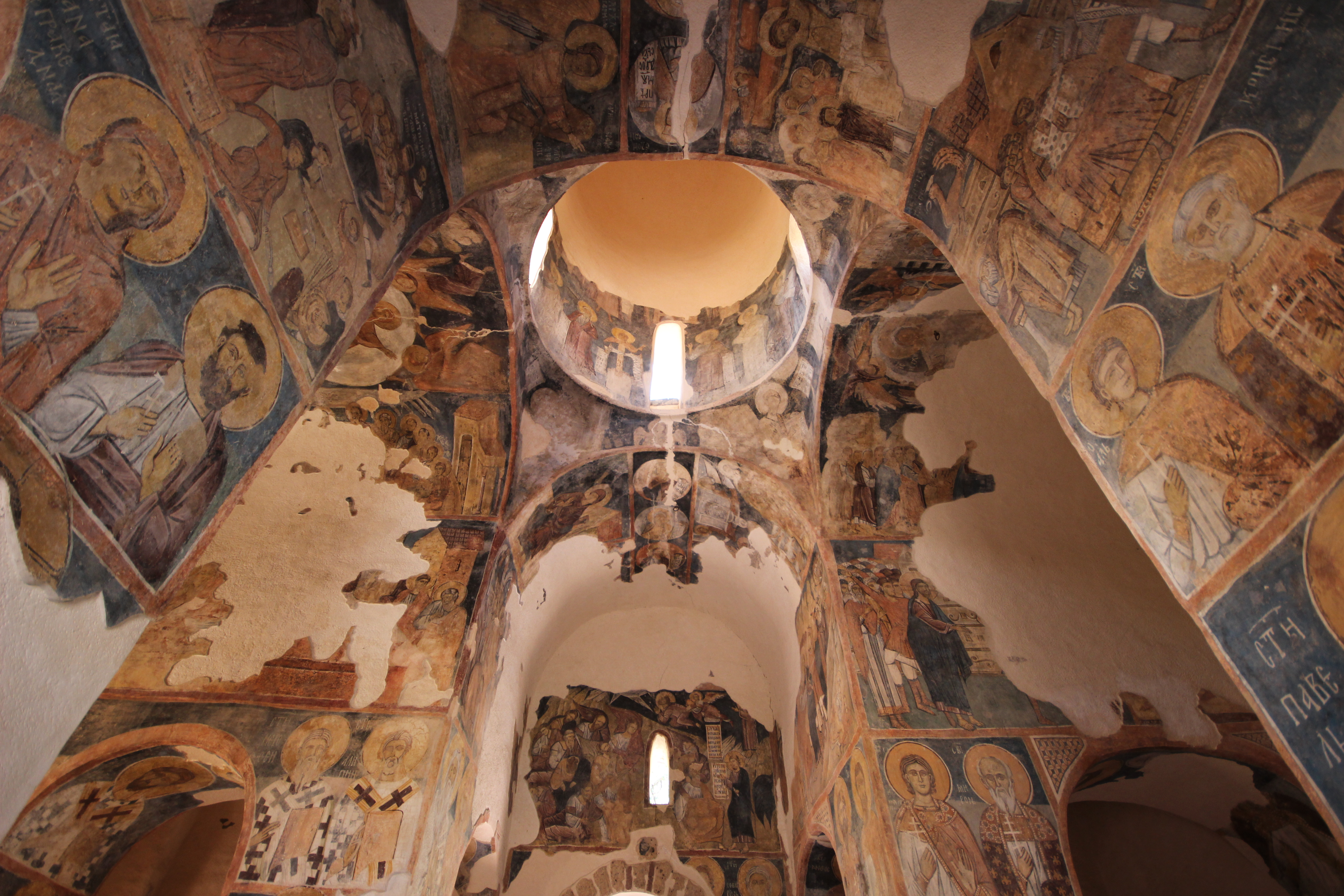
Fresken in der Kirche
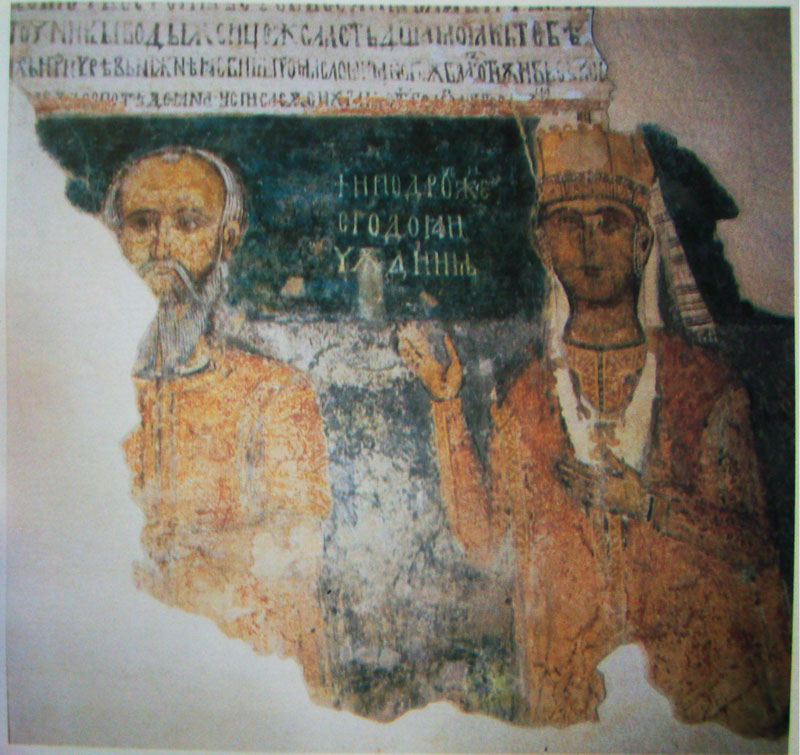
Stifter Dejan und Teodora
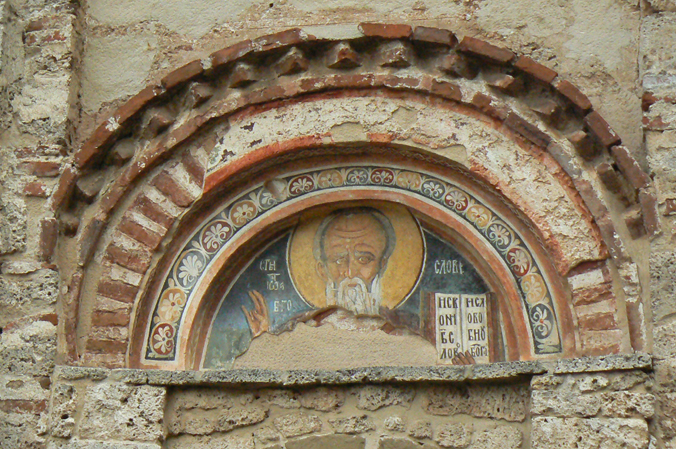
Tympanon Westportal
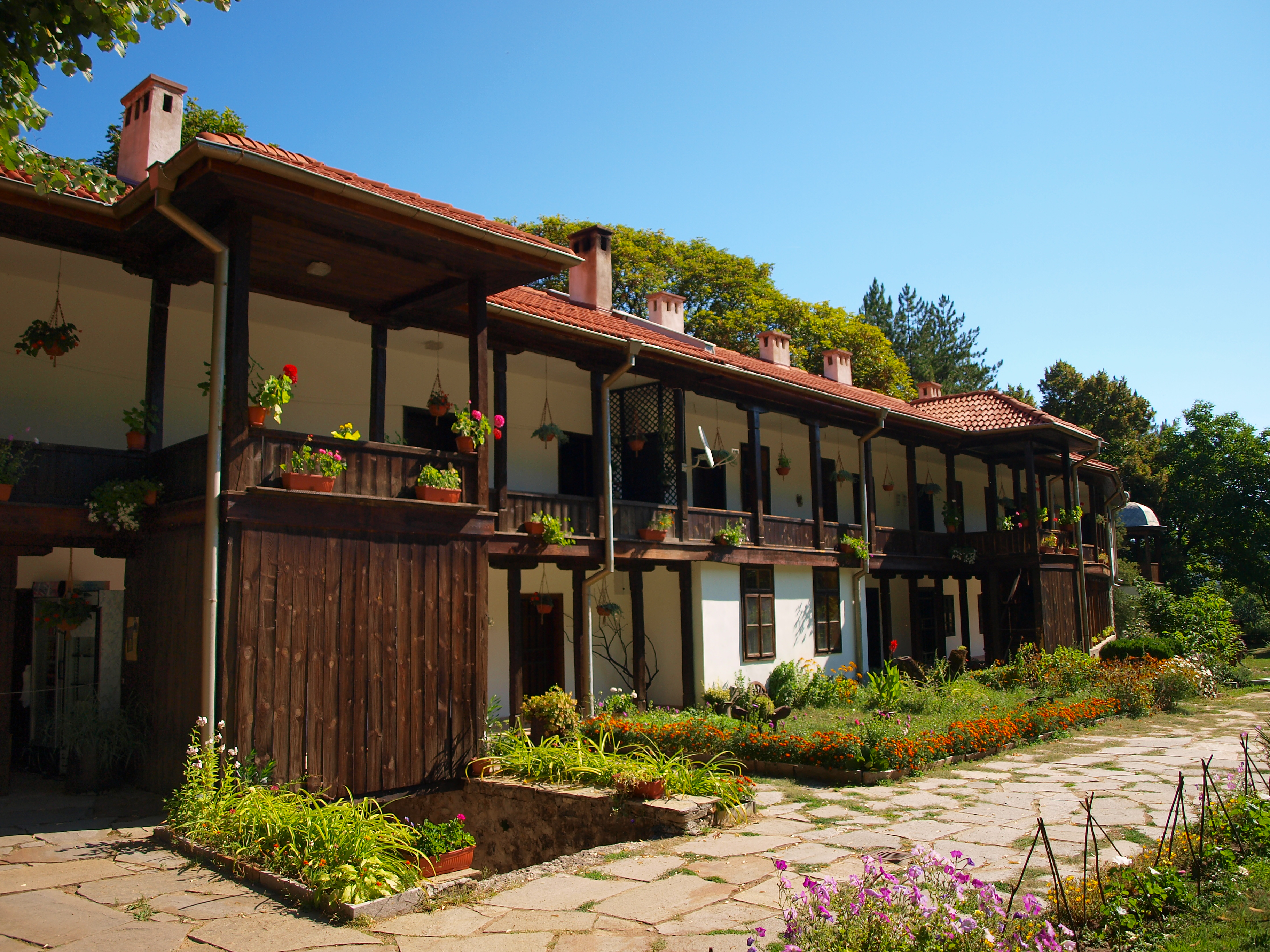
Wohngebäude